# Bataille des Sables-d'Olonne (24 mars 1793)
Pour les articles homonymes, voir Bataille des Sables-d'Olonne.
Guerre de Vendée
Batailles
La première bataille des Sables-d'Olonne se déroule le 24 mars 1793 lors de la guerre de Vendée.

## Prélude et forces en présence
Fin mars 1793, de nombreuses localités côtières tombent aux mains des insurgés vendéens : Pornic, Bourgneuf-en-Retz, Bouin, Beauvoir-sur-Mer et Saint-Gilles-sur-Vie, dont les gardes nationaux trouvent refuge aux Sables-d'Olonne. L'important port des Sables-d'Olonne est alors le nouvel objectif des insurgés de la Basse-Vendée. Ces derniers sont commandés par Jean-Baptiste Joly, un ancien sergent de l'armée royale, qui établit son camp à La Mothe-Achard. Ce dernier se proclame « commandant général du camp près les Sables » et établit un comité militaire où figurent son fils, Jean Ruchaud, Espinasseau, le chevalier du Chaffault, à la tête des insurgés d'Avrillé, Baulmer, menant ceux de Saint-Gervais, Chouppes, Dubois, le chevalier Buor, du Fief, Pineau, le chevalier de la Voyerie, William de Bulkeley, Jean Savin et Guerry du Cloudy. Joly parvient à fédérer les paroisses du marais breton, celles de la région entre Les Sables et La Roche-sur-Yon, les insurgés de Barbâtre, sur l'île de Noirmoutier, et même quelques communes du Pays de Retz, comme Legé et Saint-Étienne-de-Corcoué. Ancien sergent au régiment de Flandre, il s'attache à donner une organisation militaire à ses troupes, qui sont divisées en trois colonnes, elles-mêmes divisées en compagnies dirigées par des capitaines, sergents et caporaux qui doivent tenir une liste exacte des soldats. Il met également en place un service de postillons pour transmettre les ordres avec rapidité. Le nombre des insurgés varie selon les estimations : 3 000 selon C. Merland, 6 000 au moins selon Émile Gabory, 10 000 selon Roger Dupuy ou encore 15 000 d'après l'armateur sablais André Collinet. Un prisonnier interrogé, nommé Gabriel-Victor-Aimé Gouin, évoque 5 500 hommes. Un autre, nommé André Bacaud, donne 6 000. Selon l'historien Lionel Dumarcet, les chiffres oscillent entre 5 500 et 9 000.
Les Sables-d'Olonne sont renforcés le 16 mars par 443 hommes venus de l'île de Ré sous les ordres du commandant Jean-Simon Foucault. Les communes d'Olonne-sur-Mer et de Talmont envoient également des détachements de gardes nationaux en renfort,. Selon l'historien Émile Gabory, Les Sables disposent alors pour garnison de 500 gardes nationaux, 120 hommes de troupes de ligne, 200 cavaliers et 21 canons. L'historien Lionel Dumarcet donne cependant des chiffres plus importants : selon lui Les Sables ont été renforcés le 16 mars par 200 hommes de troupe venus de Luçon, 200 gardes nationaux de Saint-Michel-en-l'Herm, un bataillon de 600 hommes de la garde nationale de l'île de Ré, 200 volontaires de La Rochelle et 250 soldats du 110e régiment d'infanterie. Le député et ancien maire des Sables Joseph-Marie Gaudin est placé à la tête du commandement général provisoire, mais le 19 mars il cède le commandement militaire à Foucault. La garde nationale est sous les ordres du capitaine Levêque. Tous les canons, même vétustes, sont mis en réquisition sur ordre de Gaudin. Une batterie, située hors de la ville, est démontée et établie sur les principales avenues,. Le service des pièces est confié à des canonniers matelots du port. 
Le 13 mars, les premiers éclaireurs insurgés sont signalés aux avant-postes sablais. Le 19 mars, une première alerte a lieu à La Gachère. Le 21 mars, les patriotes font une sortie sur le passage de la Grève contre un premier groupe de révoltés, qui sont rapidement mis en fuite,.
Dans la nuit du 23 au 24 mars, un cavalier nommé Jean Arnaud, âgé de 19 ans et originaire d'Aizenay, est envoyé par les insurgés pour remettre une sommation de rendre la ville,,. Mais les patriotes jettent l'émissaire en prison — il sera condamné à mort le 5 avril — et n'adressent aucune réponse,.

## Déroulement
Le 24 mars, les insurgés assistent à une messe sous les halles de La Mothe-Achard, où des prêtres distribuent des chapelets et des sacrés-cœurs brodés sur draps ou peints sur papiers qui sont portés sur la poitrine. Ils se mettent ensuite en marche sur Les Sables et prennent position à 10 heures du matin à Pierre-Levée, sur la route de Nantes, à quatre kilomètres de la ville,. Les patriotes se portent alors hors des Sables et la rencontre se produit au lieu-dit La Vénérie,.
Le combat s'engage, mais après une fusillade et quelques tirs d'artillerie, les républicains, inférieurs en nombre, battent en retraite sur Les Sables, talonnés par les insurgés,. Ces derniers tentent d'investir la ville du côté du couvent, mais sont rapidement repoussés. Joly donne alors l'ordre à ses artilleurs de faire feu sur la ville, mais ses quelques pièces ne causent que peu de dégâts, contrairement aux canons républicains, mieux servis et d'un plus gros calibre, qui font reculer les insurgés. Ces derniers, découragés, abandonnent le combat à la tombée de la nuit pour regagner leurs foyers,.
Après leur victoire, Gaudin et Foucault adressent une proclamation aux insurgés.

## Pertes
Les pertes ne sont pas connues. Les patriotes perdent deux canons en mauvais état qui éclatent pendant le combat. Quelques insurgés sont également faits prisonniers.